# Fyziokratismus

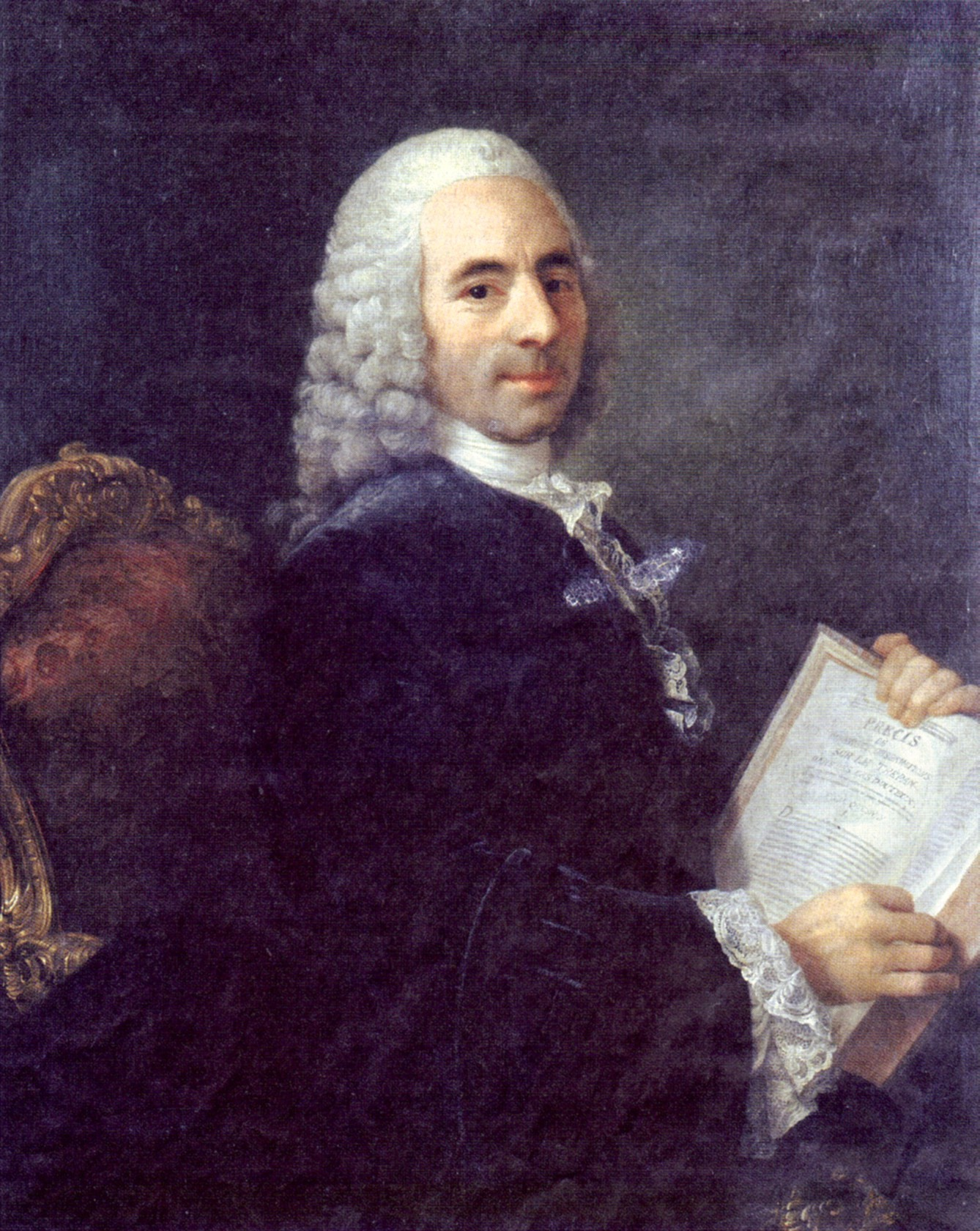
François Quesnay, považovaný za zakladatele fyziokratismu. Roku 1758 publikoval Tableau économique (Ekonomická tabulka).

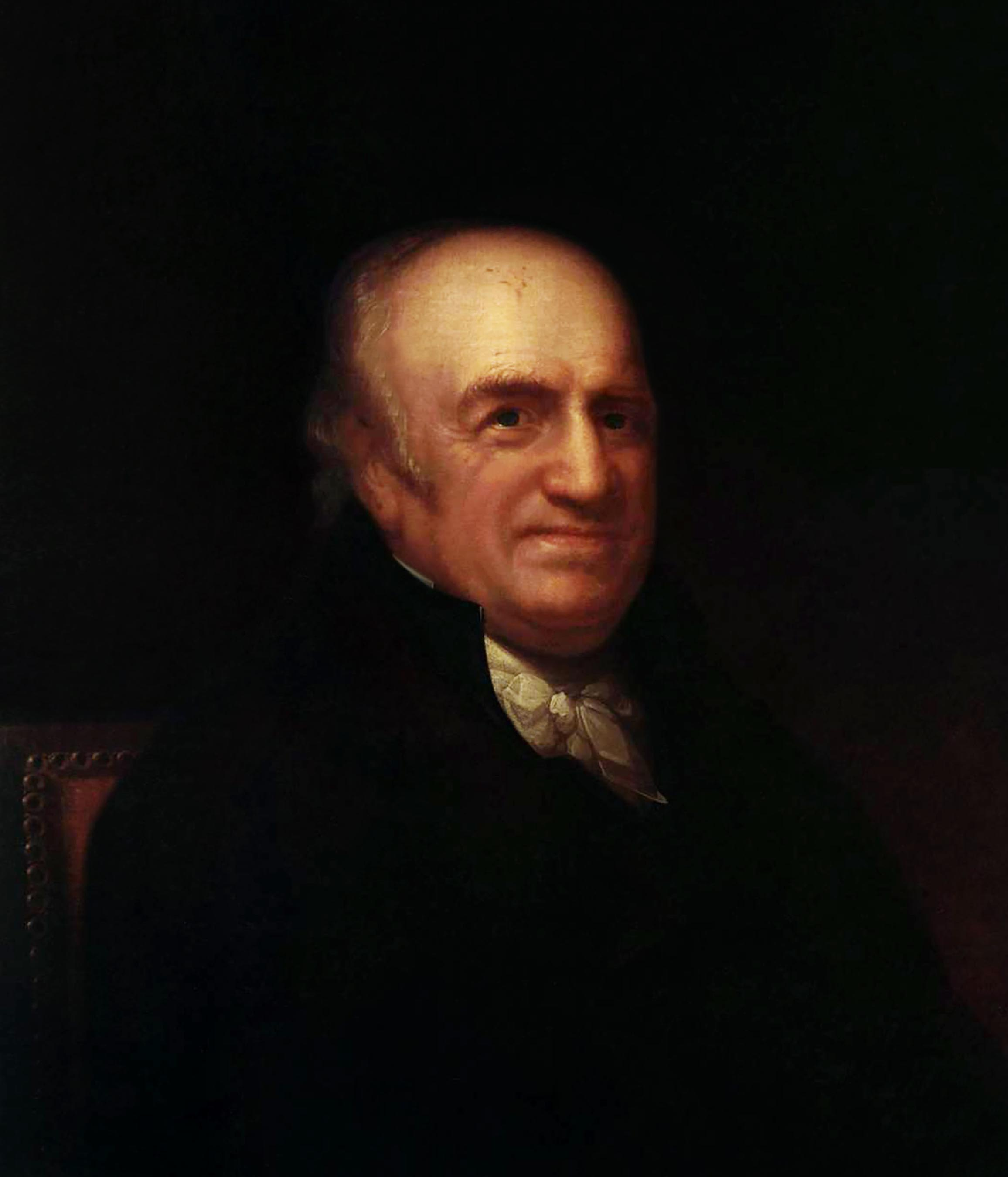
Pierre Samuel du Pont de Nemours, významný fyziokrat. Ve své knize la Physiocratie, du Pont obhajoval rovnou daň a volný obchod.

Fyziokratismus (z řeckého fysis = příroda, povaha; kratos = síla, vláda) je ekonomická teorie vyvinutá v 18. století skupinou osvícenských francouzských ekonomů, kteří věřili, že bohatství národů se odvozuje z hodnoty zemědělské půdy a zemědělské produkty by měly být vysoce ceněny. Jejich teorie vznikaly ve Francii a nejpopulárnějšími se staly ve 2. pol. 18. stol. Fyziokratismus lze považovat za první dobře propracovanou ekonomickou teorii.
Obzvláště velký vliv na fyziokratické hnutí měli François Quesnay (1694–1774) a Anne Robert Jacques Turgot (1727–1781).
Bezprostředně po fyziokratismu se vyvinula první moderní ekonomická škola – klasická ekonomie – jejímž počátkem byla publikace Adama Smitha Pojednání o podstatě a původu bohatství národů z roku 1776.
Nejvýznamnějším přínosem fyziokratů bylo, že kladli důraz na produktivní práci jako na zdroj národního bohatství. Toto je odlišuje od předchozích ekonomických škol, především od merkantilismu, které se často zaměřovaly na bohatství panovníků, hromadění zlata a rovnováhu obchodu. Zatímco merkantilisté tvrdil, že hodnota produktů se vytváří až na místě prodeje výměnou produktu za peníze, fyziokraté viděli jako jediný zdroj hodnoty v práci na produktu (ne v produktu samém). Pro fyziokraty byla pouze zemědělská práce zdrojem hodnot, nezemědělské práce považovali za „neproduktivní doplňky“ k práci zemědělské.
V době, kdy fyziokraté formulovali své názory, byla ekonomie skoro výhradně zaměřená na zemědělství. Pravděpodobně proto považovali pouze zemědělskou práci za hodnotnou. Fyziokraté viděli produkci statků a služeb jako ekvivalent spotřeby zemědělských nadbytků, protože hlavním zdrojem síly byla síla lidská nebo zvířecí a veškerá energie byla odvozená z přebytků zemědělské produkce. Výnosem v produkci byla pouze renta získávaná majiteli půdy, na které probíhala zemědělská produkce.
„Fyziokraté zatracovali města pro jejich umělost a cenili si přírodnějších způsobů žití. Oslavovali rolníky.“ Sami se nazývali Lés Économistes (ekonomové), ale běžně jsou označováni jako fyziokraté, kvůli odlišení od dalších ekonomických škol, které vznikaly po nich.

## Předchůdci
Fyziokratismus je agrární filozofie, která se vyvinula v tehdy převážně venkovské evropské společnosti. V pozdním období Římské republiky neměli senátoři povoleno se angažovat v bankovnictví nebo obchodě . Proto se spoléhali se na jejich latifundie, zemědělské velkostatky, které jim zajišťovaly příjmy. Na nich vydělávali tak, že obcházeli výše zmiňované pravidlo, a to osvobozením otroků, které zplnomocnili k prodeji přebytku zemědělských produktů.
Další inspiraci najdeme u čínského ekonomického systému, tehdy největšího na světě. Čínská společnost rozlišovala čtyři třídy dle povolání, panstvo na špičce společenské pyramidy a obchodníky dole (protože zboží neprodukovali, ale pouze ho distribuovali). Významní fyziokraté, jako François Quesnay byli dychtiví konfuciánství, kteří obhajovali čínské rolnické zásady. Někteří učenci obhajovali spojení s agrikulturalismem, který prosazoval utopický komunalismus. Jedna z nedílných částí fyziokratismu, laissez faire, byla převzata z Quesanyových dokumentů o Číně. Jedná se o překlad pojmu wu wei. Představa přírodního pořádku fyziokratismu má kořeny v “Přírodním řádu” čínského taoismu.

## Historie
Pierre Le Pesant, pán z Boisguilbert byl členem místní vlády Ludvíka XIV. v Paříži. Psal pamflety a letáky, které byly spojené s jeho prací: daněmi, obchodem s obilovinami a penězi. Le Pesant tvrdil, že bohatství pochází z vlastního zájmu jedince a trhy jsou spojeny finančními toky (např. výdaj pro kupce je odměna pro výrobce). Tudíž si uvědomil, že snižování cen v době nedostatku – které bylo tehdy běžné – je ekonomicky nebezpečné, protože funguje jako brzda produkce. Obecně Le Pesant zastával menší míru zásahů státu do obchodu s obilovinami, protože úplné přerušení státních zákroků by generovalo „předtuchy”, které by zabránily této politice ve fungování.
Například, když stát nakoupil kukuřici v zahraničí, někteří lidé si začali myslet, že pravděpodobně přijde nedostatek a koupili si víc kukuřice. Proto se ceny kukuřice následně zvýšily a došlo k ještě většímu nedostatku. Toto byl jeden z prvních příkladů obhajoby volného obchodu. V anonymně vydaných spisech Vauban představuje systém známý jako La dîme royale: ten představoval velké zjednodušení francouzského daňového systému změnou na rovnou daň pro majetek a obchod. Vaubanovo užití statistik kontrastovalo s dřívějšími empirickými metodami v ekonomii.
V období sedmileté války mezi Francií a Anglií (1756-63) bylo hnutí fyziokratismu na vzestupu. Objevilo se několik tiskovin, jejichž čtenářů ve Francii přibývalo právě kvůli novým ekonomickým myšlenkám. Mezi nevýznamnější patřil Journal Œconomique (1721-72), který propagoval agronomii a rozumné hospodářství a Journal du commerce (1759-62), který byl silně ovlivněn Irem Richardem Cantillonem (1680-1734). Mezi další tisk, kde převládali fyziokraté, patří Journal de l’agriculture, du commerce et des finances (1765-74) a Ephémérides du citoyen (1767-72 a 1774-76).
Vincent de Gournay (1712-1759), správce obchodu, sloučil skupinu mladých výzkumníků, mezi které patřili François Véron Duverger de Forbonnais (1722-1800) a jeden z dvou nejznámějších fyziokratů, Anne-Robert-Jacques Turgot (1727-1781). Tím druhým nejznámějším byl François Quesnay (17694-1774), který se živil psaním do novin a časopisů.
V 19. století se Henry George v USA zasazoval o vybírání renty z půdy jako primárního zdroj, ne-li dokonce jediného zdroje veřejného příjmu.

## Tableau économique
Tableau économique nebo také Ekonomická tabulka je ekonomickým modelem, který poprvé popsal François Quesnay v roce 1759. Ten položil základní kámen fyziokratických ekonomických teorií. Tableau économique také obsahuje základy moderních představ toku bohatství a charakter vzájemných vtahů v ekonomii.
Model, který vytvořil Quesnay se skládal ze tří ekonomických tříd: vlastnická třída z vlastníků půdy, produktivní třída ze zemědělců a sterilní třída z umělců a obchodníků. Tok produkce a peněz mezi těmito třídami byl založen na vlastnické třídě, protože vlastnila půdu a obchodovala s oběma zbylými třídami.

## Charakteristika

### Přirozený řád
Fyziokraté se domnívali, že existuje „přirozený řád“, který umožňuje lidem žít dohromady. Lidé se nesblížili skrze svévolnou „společenskou smlouvu“. Spíše měli objevit zákonitosti přirozeného řádu, který by umožnil žít individuálně ve společnosti bez ztráty svobod. Tento koncept má své kořeny již v Číně. Číňané totiž věřili, že dobrou se vláda stává pouze v případě, kdy je mezi zájmy člověka (vládní instituce) a zájmem přirozenosti (Quesnayho přirozený pořádek) naprostá harmonie.

### Individualismus a laissez-faire
Fyziokraté, hlavně Turgot, věřili, že vlastní zájem je motivací, která hraje roli v každém segmentu ekonomie. Každý individuálně je nejlépe přizpůsoben k tomu, aby si určil, co chce a jakou práci a úsilí je nutné v životě vynaložit k vlastním cílům. I když by jednotlivec pracoval ku prospěchu druhých, stejně by práce vynaložená pro svůj vlastní prospěch byla usilovnější. Avšak potřeby každého jednotlivce jsou zajišťovány díky mnoha dalším lidem. Systém funguje nejlépe, když existuje komplementární vztah mezi potřebami jednoho člověka a přáními druhého, a tak omezení trhu umisťují nepřirozenou překážku v dosahování individuálních cílů. Laissez-faire popoularizoval fyziokrat Vincent de Gournay, který převzal tento výraz ze spisů Quesnayho o Číně.

### Soukromý majetek
Žádná z teorií o hodnotě pozemku by nemohla fungovat bez silné právní podpory pro vlastnictví soukromého majetku. V kombinaci se silným vlivem individualismu se soukromé vlastnictví stává stěžejní součástí fungování Ekonomické tabulky. Fyziokraté věřili v zavedení soukromého vlastnictví. Nahlíželi na majetek jako na strom a na sociální instituce jako na jeho větve. Zastávali názor, že majitelé půdy musí mít {\displaystyle {\tfrac {2}{5}}}z přebytků půdy a podporovali teorii, v níž by zemědělci platili daně majitelům pozemků. V opačném případě měli majitelé pozemků právo půdu zemědělcům odebrat.

### Snížení výnosů
Turgot byl jedním z prvních, kdo si uvědomil, že "postupné aplikace nestálých investic způsobí, že produkt poroste. Nejprve se zvyšujícím se tempem, později s klesajícím, dokud nedosáhne maxima." Učinil tak poznatek, že zvýšení produktivity potřebné ke zvýšení národního bohatství mělo konečný limit, a proto bohatství nemohlo být nekonečné.

### Investiční kapitál
Jak François Quesnay, tak Anne Robert Jacques Turgot uznali, že zemědělci potřebují kapitál, aby mohli zahájit výrobní proces. Kapitál byl také potřebný k udržení dělníků. Oba byli zastánci toho, že ke zvýšení produktivity je třeba využít některých ročních zisků. Zejména Turgot, který se zajímal o "strategickou funkci v ekonomice" , si uvědomoval, že existují příležitostné náklady a riziko spojené s využíváním kapitálu pro něco jiného než vlastnictví půdy.

## Následný vývoj
Myšlenky fyziokratů měly vliv na Adama Smitha, Davida Ricarda, Johna Stuarta Milla a především na Henryho George, který se zprvu domníval, že k podobným výrokům dospěl jako první. Henry George se stal hnací silou Jednotného daňové hnutí (nezaměňovat s rovnou daní). Principem jednotné daně bylo, aby jediným a hlavním zdrojem veřejných příjmů byly roční poplatky za nájmy pozemků (daň z nemovitých věcí). Tato daň z pozemků, na rozdíl od daní z majetku, nezohledňuje hodnotu budov, ale pouze hodnotu půdy.

## Noví fyziokraté
Nová fyziokratická liga, také známá pod pojmem Noví fyziokraté, je nejnovějším celkem ve vývoji novodobé fyziokratické ideologie. Tato liga zavedla komplexní platformu zakořeněnou v původní fyziokracii, ale rozšířenou a aktualizovanou tak, aby zapadala do 21. století. Noví fyziokraté jsou pro zavedení varianty daně z pozemkové hodnoty, označované, jak již bylo zmíněno, daň z nemovitých věcí . Tato daň by poté byla hlavním zdrojem vládních příjmů.